# Lycée César-Baggio
Pour les articles homonymes, voir César Baggio et Baggio.
Le lycée César-Baggio, du nom de la personne qui a permis sa fondation, est un lycée d'enseignement général, technologique et professionnel de la ville de Lille situé dans le quartier de Moulins. Le bâtiment est inscrit à l'inventaire des monuments historiques depuis 1997.

## Indicateurs académiques

### Classement du Lycée
En 2015, le lycée se classe 63e sur 99 au niveau départemental en termes de qualité d'enseignement, et 1590e au niveau national. Le classement s'établit sur trois critères : le taux de réussite au bac, la proportion d'élèves de première qui obtient le baccalauréat en ayant fait les deux dernières années de leur scolarité dans l'établissement, et la valeur ajoutée (calculée à partir de l'origine sociale des élèves, de leur âge et de leurs résultats au diplôme national du brevet).

### Classements des CPGE
Le classement national des classes préparatoires aux grandes écoles (CPGE) se fait en fonction du taux d'admission des élèves dans les grandes écoles.
En 2015, L'Étudiant donnait le classement suivant pour les concours de 2014 :
| Filière | Élèves admis dans une grande école* | Taux d'admission* | Taux moyen sur 5 ans | Classement national | Évolution sur un an |
| --- | ----------------------------------- | ----------------- | -------------------- | ------------------- | ------------------- |
| PSI / PSI* | 1 / 49 élèves                       | 2 %               | 2 %                  | 82eex-æquo sur 120  | 33                  |
| PT / PT* | 6 / 60 élèves                       | 10 %              | 11 %                 | 46eex-æquo sur 62   | 3                   |
| Source : Classement 2015 des prépas - L'Étudiant (Concours de 2014). * le taux d'admission dépend des grandes écoles retenues par l'étude. En filières scientifiques, c'est un panier de 11 à 17 écoles d'ingénieurs qui a été retenu par L'Étudiant selon la filière (MP, PC, PSI, PT ou BCPST). |                                     |                   |                      |                     |                     |

## L'école pratique d'industrie de Lille
Dès le début du XIXe siècle, des cours professionnels sont assurés au sein des Écoles académiques de Lille créées en 1755, rue des Arts et rue du Lombard, où une école primaire supérieure est établie en 1836, suivie par l'École des arts industriels et des mines en 1854.
Ce n'est que trois ans après la mort de César Baggio, que le projet de création d'une école pratique d'industrie est repris par la municipalité du maire socialiste Gustave Delory. Charles Debierre, maire adjoint à l'Instruction publique, propose la création d'une école, à l'image de celles de Paris : les écoles Diderot (1872), École Boulle (1886) et École Estienne (1886). Les buts sont simples : lutter contre l'apprentissage, qui se résume souvent à une surexploitation des enfants et donner une qualification professionnelle aux fils de la classe ouvrière.
En août 1898, le ministère du Commerce et de l'Industrie autorise la création de l'école, qui ouvre un an plus tard le 2 octobre 1899. Le 15 octobre le ministre du Travail Alexandre Millerand inaugure les locaux de la rue Racine, qui abrite aujourd'hui la mairie annexe du quartier de Wazemmes.
27 élèves sont inscrits en 1899. Trois sections sont ouvertes : le bois, le fer et le livre pour former à 12 professions : forge, ajustage, tours sur métaux, menuiserie, ébénisterie, typographie, lithographie, gravure, photographie, phototypie, électricité et mécanique industrielles sont enseignés à l'école Baggio. Le bâtiment est le premier établissement scolaire lillois à être équipé de l'éclairage électrique dès août 1899. Victor Bertrand, licencié ès sciences physiques et mathématiques, est le premier directeur nommé le 1er juin 1899. Son salaire est fixé à 2 500 F  alors que celui d'un professeur est de 2 000 F et celui d'un maître-adjoint de 1 200 F.
Les élèves suivent une scolarité de 3 ans de 12 à 15 ans. La semaine de classe dure 45 heures la 1re année, 48 heures la 2e année et 51 heures la 3e année. 28 à 31 heures sont consacrées à l'atelier. L’école abrite par ailleurs les cours du soir.
Après la Première Guerre mondiale, la croissance des effectifs impose l'ouverture de l'annexe Saint-Venant, rue des Sarrazins. Dès le début des années 1930, le succès de l'établissement est tel qu'il faut envisager de construire un bâtiment beaucoup plus vaste qui puisse accueillir d'une part les sections industrielles et d'autre part les sections commerciales.

## Baggio dans le quartier Lille-Moulins
Lille était construite sur des marécages en particulier le quartier du Vieux-Lille.
Lille était entourée de moulins, surtout situés à Esquermes et au faubourg des moulins qui deviendra en 1833 la commune de Moulins (Moulins-Lille en 1849), laquelle sera annexée en 1858.
Au XVIIe siècle, Moulins est appelé Faubourg des malades, du fait de la présence d'une maladrerie, qui remontait au XIIIe siècle. Elle fut installée dans ce secteur afin d'écarter les malades de l'enceinte de la vieille ville. Un relief légèrement plus élevé à cet endroit, donc plus exposé au vent, ainsi que sa situation au sud-est, laissait penser que les vents dominants d'ouest éloigneraient les maladies à l'opposé de la ville, afin de réduire les risques de contagion.
Quand le Premier Consul entra, en 1808, dans Lille par la porte des malades, il admira les 277 moulins à huile, hautes tours de maçonnerie supportant de grandes ailes garnies de toiles rouges ou simples maisonnettes en bois montées sur pivot. C'était le pays des « olieux » ou fabricants d'huile, fins observateurs des vents.
Néanmoins, c'est avec l'industrie que le quartier connaît son essor. Dès 1830, quelques industriels lillois - Courmont, Leblan et Wallaert - se sentent à l'étroit dans l'enceinte fermée de la cité lilloise. Ils achètent des terrains militaires, obtiennent la création de la commune de Moulins en 1833 et tracent les principaux axes du quartier : la place Déliot, la rue de Trévise et les rues adjacentes. Ils font construire par l'architecte Charles Benvignat l'église Saint-Vincent-de-Paul aujourd'hui disparue. La fusion avec Lille accélère l'occupation du secteur, qui devient à la fois l'un des plus industriels de la ville et l'un des plus insalubres. Les fabriques de coton et de lin suscitent le développement des entreprises de mécanique qui assurent la fabrication et l'entretien des machines à vapeur. Les ouvriers affluent des campagnes du Nord, du Pas-de-Calais mais aussi de Belgique.
L'agitation grandit avec les difficultés sociales. En 1891, Paul Lafargue, gendre de Karl Marx, est arrêté après les émeutes du Premier Mai à Fourmies. Le parti ouvrier français le fait alors élire triomphalement député de la circonscription.
Lille-Moulins, surnommé le Belleville lillois, devient alors le siège des organisations ouvrières. La coopérative l'Union s'installe dans la rue d'Arras en 1902, dans le premier bâtiment en béton armé de l'agglomération.
Pendant la Première Guerre mondiale, l'explosion du dépôt de munitions des Dix-Huit-Ponts, porte de Valenciennes détruit une grande partie du quartier jusqu'à la porte d'Arras. Après la guerre, les grandes usines et les courées sont reconstruites à l'identique. La destruction du rempart, à partir des années trente, ouvre à l'urbanisation de larges espaces, sur lesquels sont édifiés l'école de plein air (1925), l'observatoire (1932), l'institut Diderot (1938), les bains-douches et le jardin botanique (1948).
Dans les années 1960, une ceinture d'HLM est édifiée pour faire face aux problèmes de la pénurie de logements.

## De l'institut Diderot au lycée Baggio
Le lycée César-Baggio est l'image du progrès technique et architectural des années 1930. À l’origine, l'établissement prend le nom d'Institut Diderot, car il réunit d'une part l'école primaire supérieure Benjamin-Franklin et d'autre part l'école pratique d'industrie César-Baggio. Il est l'un des éléments du vaste plan d'urbanisme conçu en 1930-1931 par Roger Salengro, maire de Lille. Le projet est adopté en 1934 ; les travaux commencent en 1936 et le bâtiment est inauguré en 1938. L'ensemble se divise en deux parties distinctes : l'école théorique, tournée vers le sud, et l'école pratique orientée au nord. L'ensemble est marqué par le style Art déco : utilisation des briques vernissées, de lignes géométriques qui soulignent le retour à un certain classicisme architectural. Le décor de la façade et de la grande entrée est constitué d'étoiles et de soleils aux formes géométriques, qui évoquent la lumière et la raison et où l'on perçoit l'influence du compagnonnage et de la franc-maçonnerie.
Deux ailes assurent la liaison entre les deux écoles, mais l'une d'entre elles a été partiellement détruite lors du bombardement de juin 1944. L'école théorique, longue de 158 mètres, rappelle les anciens remparts qui passaient au même endroit que le lycée, et son entrée imposante n'est pas sans rappeler les portes de la ville. L'école pratique, située en face du bâtiment théorique, le long du boulevard d'Alsace, ressemble à une usine.
La construction aux abords du lycée d'un nouveau bâtiment en 1982 a permis le déplacement de l'hébergement (restauration scolaire et internat), de l'administration et la création d'un internat. Un nouveau bâtiment a été construit au sein même de la cour en 1986 pour les enseignements technologiques.

## Pourquoi Denis Diderot?
Denis Diderot est né à Langres dans une famille aisée. Il est un élève brillant mais indiscipliné des jésuites. Il abandonne ses études de droit pour mener une vie de bohème à Paris à partir de 1735.
Il écrit différents ouvrages philosophiques : La lettre aveugle, Le Rêve de d'Alembert et Le supplément au voyage de Bougainville. Dramaturge, il compose Le Fils naturel et Le Le Père de famille. Mais ce sont ces romans qui demeurent aujourd'hui ses œuvres les plus accomplies : Les Bijoux indiscrets, La Religieuse, Jacques le fataliste et Le Neveu de Rameau.
De 1745 à 1772, il déploie toute son énergie à la réalisation de l'Encyclopédie, qui comporte 17 volumes de texte et 11 volumes de planche.
Pour réaliser une œuvre aussi gigantesque, Diderot mobilise les meilleurs spécialistes de chaque discipline et les plus grands écrivains de son temps. « Il faut fouler aux pieds toutes ces vieilles puérilités, renverser les barrières que la raison n'aura point posées, rendre aux sciences et aux arts une liberté qui leur est si précieuse…». Son audace lui vaut l'hostilité du pouvoir.
Charles-Joseph Panckouke, issu d'une famille d'imprimeurs lillois, est l'un des éditeurs de l'Encyclopédie de Diderot à la fin du XVIIIe siècle.
Lorsqu'il faut donner un nom au nouvel établissement qui réunit, en 1938, l'école pratique Baggio et l'école primaire supérieure Franklin, le nom de Denis Diderot s'impose à la fois comme éditeur de l'un des ouvrages les plus prestigieux qui soit imprimé au XVIIIe siècle et comme l'un des Philosophes des Lumières qui doivent éclairer le monde.

## L'architecte de Baggio: Jacques Alleman[11]

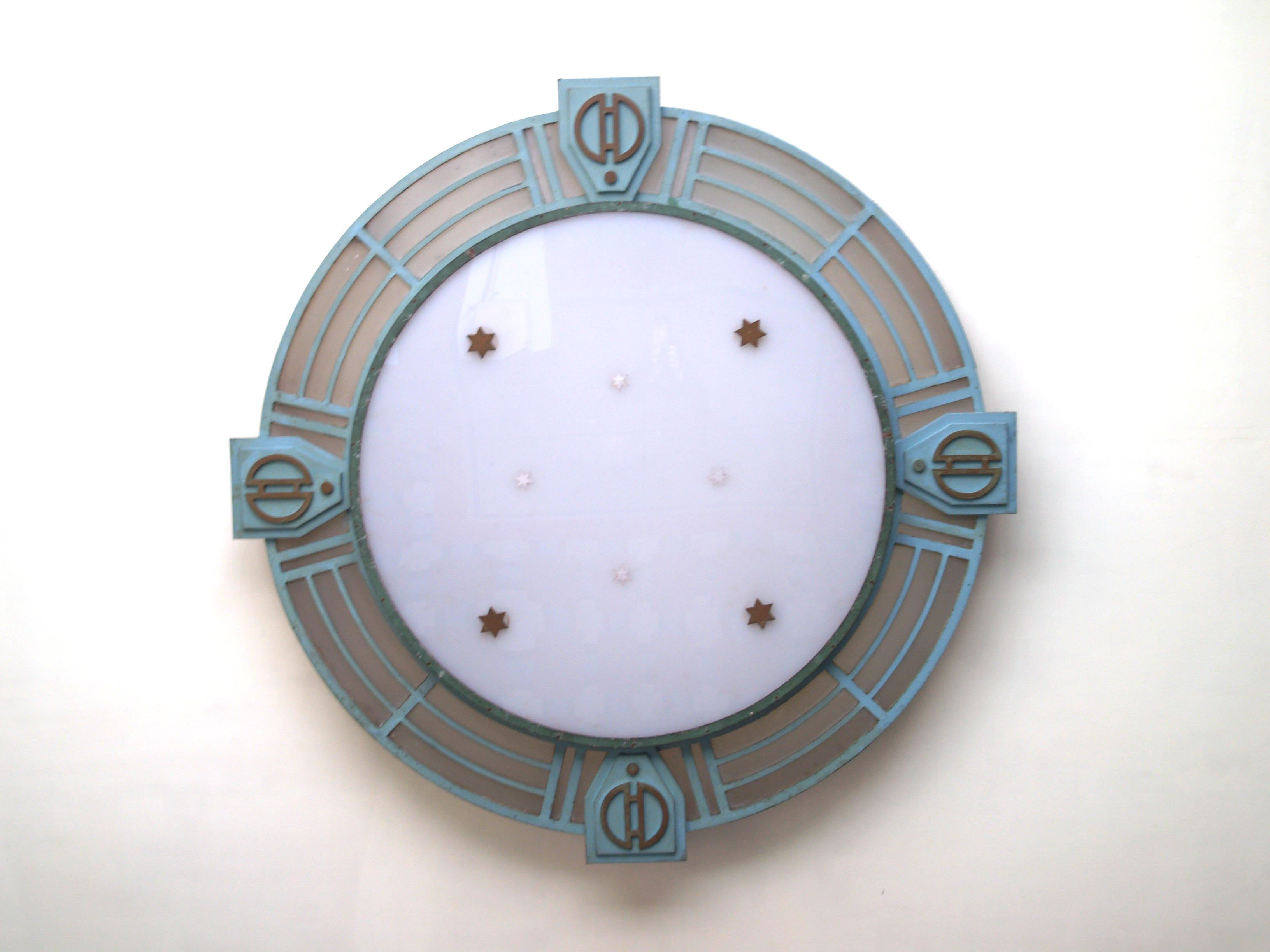
Médaillon au plafond

Jacques Alleman est né le 12 septembre 1882 à Bordeaux. Il fait ses études à l'école des Beaux-Arts de Paris jusqu'en 1909, puis il réside à Lausanne jusqu'en 1914 où il est mobilisé suivant le décret du 4 août 1914. Il sert aux armées de 1915 à 1919. Le 4 mars 1919 il est démobilisé. Sergent de réserve dès 1906, il reçoit la croix de guerre, la médaille de la victoire et la médaille commémorative, pour ses actions héroïques pendant  la Grande Guerre.
Il s'installe alors dans le Pas-de-Calais à Béthune puis à Nœux-les-Mines, région dans laquelle il a combattu et où il se marie avec Germaine Lafon, dont il a deux enfants.
Il participe à la reconstruction de Béthune. On lui doit particulièrement l'hôtel de ville de Béthune, le palais de Justice et un certain nombre de maisons particulières de la Grand Place. Il adopte un style régionaliste et expressionniste. Il obtient plusieurs médailles à l'exposition des  Arts décoratifs de Paris, qui lance le  style du même nom. Son œuvre est toujours marquée par une symbolique ésotérique, inspirée par la franc-maçonnerie.
Parallèlement et certainement en relation avec son appartenance à l'Union nationale des combattants (UNC), principale organisation d'anciens combattants, il construit de très nombreux monuments aux morts. Notamment, il édifie presque tous les monuments commémoratifs de la ville de Lille : le monument aux morts de la place Rihour, inauguré en 1927, le monument dit des Dix-Huit Ponts et le monument du maréchal Foch en 1933.
Il s'installe à Lille en 1931. Il participe activement au programme des grands travaux lancé la même année par Roger Salengro.
Jacques Alleman dessine un projet de lycée à bâtiments dispersés, qui aurait dû remplacer le lycée Faidherbe et il construit l'Institut Diderot, vaste ensemble qui réunit l'école pratique César-Baggio et l'école primaire supérieure Benjamin-Franklin.
Sa dernière œuvre connue est l'église Notre-Dame-des-Arts, bâtiment éphémère destiné à l'exposition du Progrès Social, organisé à Lille en 1939. La seconde période de son activité est marquée par le style Art déco.
Pendant la Seconde Guerre mondiale, il se réfugie à Bordeaux. Probablement déjà gravement malade, il rejoint Nœux-les-Mines, où il a vécu un moment pour y mourir le 30 octobre 1945.
L’étoile de Baggio

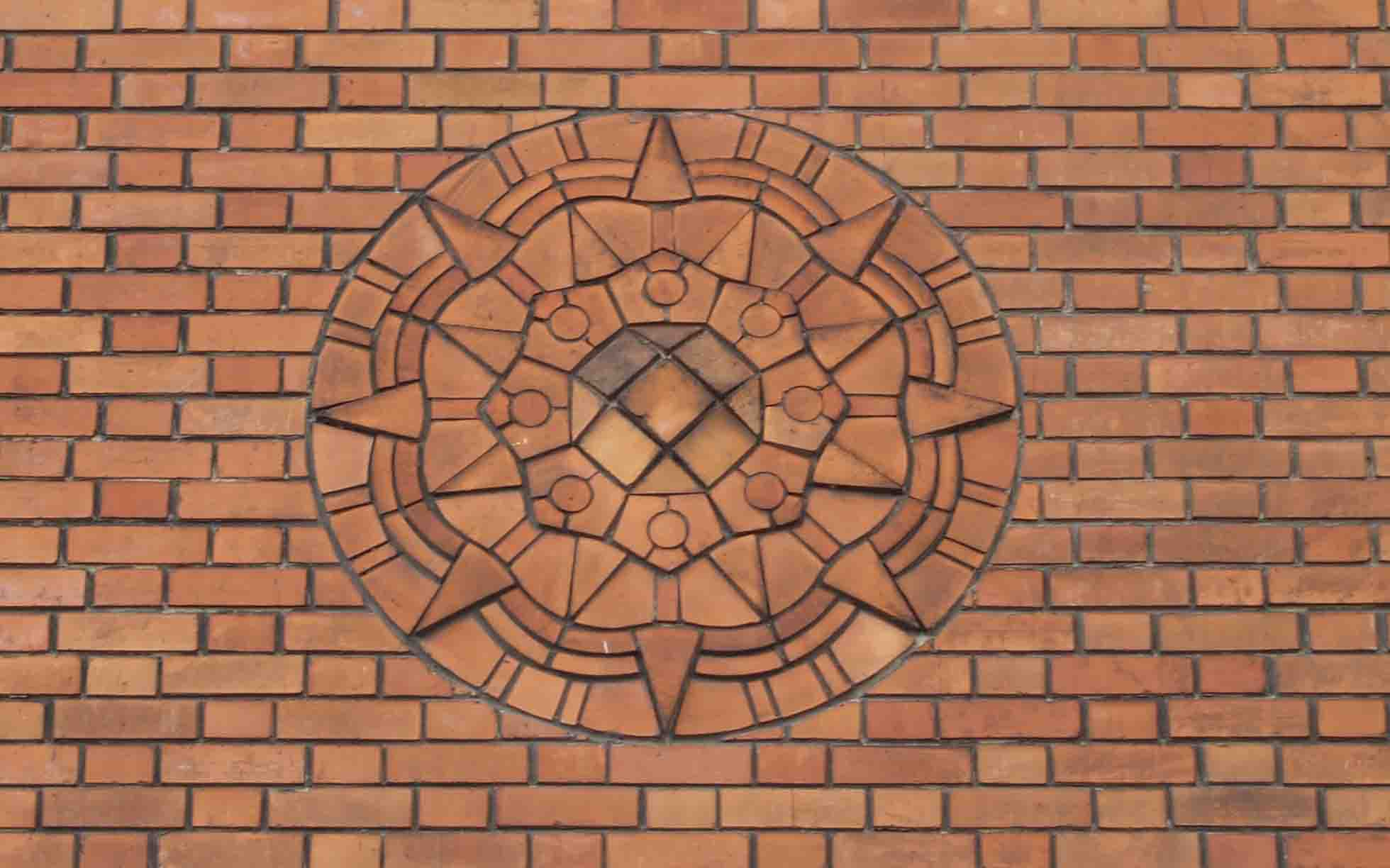
étoile dessinée sur la façade de Baggio

La façade du lycée Baggio est ornée d'étoiles dessinées par les briques vernissées. Tous les détails sont soignés : appuis des chéneaux, chevrons des toitures, colonnes de béton apparent, briques vernissées résistant aux salissures de la pollution atmosphérique…
Il est impossible d'imaginer que le soin apporté par l'architecte soit l'effet du hasard et pourtant Jacques Alleman n'a laissé aucun écrit qui appuierait une interprétation certaine.
La première idée qui vient à l'esprit, est que cette façade étoilée se trouve à proximité de l'observatoire de Lille et que l'Institut Diderot aurait dû abriter une section de mécanique aéronautique.
La deuxième piste est à rechercher du côté de la lumière. Tous ces soleils éclairent le monde, comme la raison éclaire l'esprit. Ici la référence est directe au siècle des Lumières et à Denis Diderot, référence redoublée par la présence sur le portail et dans le hall d'entrée du double D de Denis Diderot. D est la quatrième lettre de l'alphabet ; deux D font donc huit, symbole qui se retrouve dans l'octogone des colonnes du hall d'entrée et sur les étoiles.
L'analyse plus précise d'une des étoiles permet une troisième interprétation. Au centre, le carré évolue en octogone d'où surgissent des pentagones et des triangles. À travers les vagues, se reforment un octogone et enfin un cercle. D'un point de vue strictement ésotérique, la figure transmue le carré en cercle, la terre en ciel, l'ignorance en connaissance, une métaphore transparente pour un établissement d'enseignement et d'apprentissage.
En outre, il faut se rappeler que le bâtiment a été construit dans les années trente, marquées par le retour aux valeurs ésotériques et aux symboles. Ainsi Vassily Kandinsky, réfugié en France, peint des mandalas (cercle en sanscrit) abstraits, capables d'élever l'âme. Décidés à manier les foules, les régimes totalitaires abusent des images. L'Union soviétique reste fidèle à la faucille et au marteau, au rouge de la révolution.
L'Allemagne exalte l'irrationnel : le svastika ou croix gammée représente le mouvement, le déséquilibre et l'élan vital ; le rouge trahit le sang et la race ; le noir, le rouge et le blanc les couleurs de l'Allemagne.
Jacques Alleman, ancien combattant, républicain et franc-maçon, émaille l'œuvre qu'il construit de mandalas géométriques et rationnels, affirmation antifasciste de principe : le monde est à découvrir ; il est dominé par la raison.

## Baggio: un projet de Roger Salengro (1890-1936)[12]

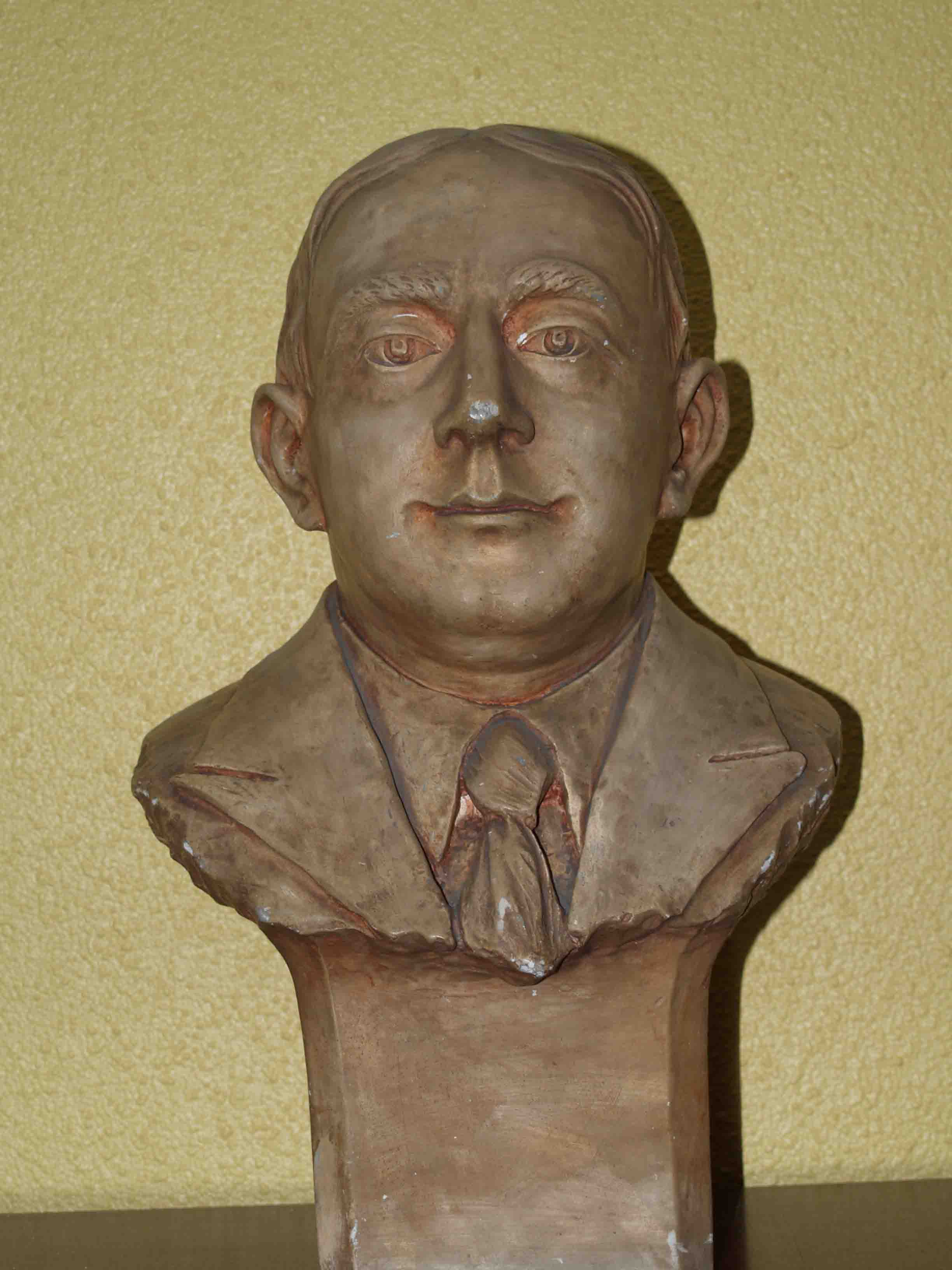
Buste de Roger Salengro

Roger Salengro est né en 1890 dans le quartier de  Lille-Fives. Il poursuit ses études secondaires au lycée Faidherbe, puis il entreprend des études de lettres à l'université de Lille. Très tôt, il adhère au  parti socialiste et à la Ligue des droits de l'homme. D'abord hostile à la guerre, il s'y rallie finalement pour servir dans un régiment de cyclistes. Fait prisonnier par les Allemands, il refuse de travailler pour l'ennemi et il est enfermé au camp disciplinaire de Kottbus, dont il revient très affaibli. Rédacteur en chef au Cri du Nord, il devient conseiller municipal à Lille en 1919. Il succède à Gustave Delory comme député-maire de Lille en 1929.
Il entame alors une politique de grands travaux, dont les buts sont d'une part la modernisation et l'assainissement de la ville et d'autre part la lutte contre le chômage et l'entrée dans une civilisation technique nouvelle. Pendant ses mandats, sont construits notamment : l'institut de mécanique des fluides, la foire commerciale, la cité hospitalière, l'institut Diderot, aujourd'hui lycée Baggio.
Le 4 juin 1936, Léon Blum lui confie le portefeuille de ministre de l’Intérieur, un poste-clé dans le premier gouvernement du Front populaire. Il est amené à maintenir l'ordre perturbé par le plus grand mouvement de grèves que la France ait connu jusque-là, puis il remplace le ministre Jean-Baptiste Lebas, souffrant, dans les négociations des accords Matignon.
Il est alors victime d'une campagne de presse calomnieuse. Il se suicide le 17 novembre 1936, provoquant une immense émotion à Lille et dans le pays.
L'institut Diderot est avec la cité hospitalière le bâtiment le plus représentatif des ambitions de Roger Salengro en matière d'urbanisme social. L'institut devait être le premier élément d'un vaste projet. Une université du travail et l'institut industriel du Nord devaient s'y ajouter. Contrairement au lycée classique, réputé bourgeois, l'enseignement technique commercial et industriel devait permettre aux fils du peuple d'accéder à une culture scientifique et technique adaptée au monde moderne.

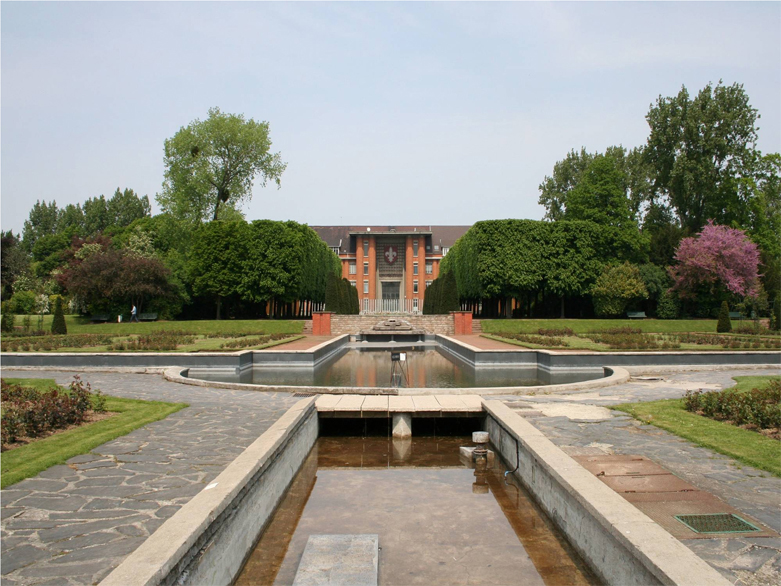
Baggio vu du parc

C'est le recteur Chatelet qui fit admettre à Roger Salengro la coexistence à l'intérieur du même bâtiment de l'école d'apprentissage Baggio et de l'école primaire supérieure Franklin, pour rapprocher l'enseignement technique et l'enseignement moderne.
Dès l'origine, il était prévu de construire en avant de l'institut un jardin de grandes dimensions, qui fut finalement réalisé en 1948.

## Baggio pendant l’occupation de 1940 à 1944
En août 1939, les prémices de la guerre se font ressentir, le 29, une circulaire du recteur prescrit le rappel immédiat des membres du personnel en vacances. Le 1er septembre, on installe un poste de secours dans la salle de gymnastique et le 2, une lettre de la défense nationale invite l'école à réaliser sa sauvegarde contre les attaques aériennes.
Le 3 septembre, c'est la guerre. La rentrée s'effectue le 12 octobre et dans la première matinée a lieu le premier exercice d'alerte. Le 18 mai 1940, le recteur propose le repli de l'école sur Rennes, c'est alors l'exode du directeur et du personnel suivis de quelques élèves. Pendant les mois de mai et juin 1940, l'institut Diderot sert d'asile à de nombreux réfugiés puis est entièrement occupé par les troupes allemandes. Cette année-là, on ne partit pas en vacances, pour éviter une réquisition totale.
Lors de l'occupation, les Allemands avaient installé une cloison afin de séparer l'école des troupes qui se servirent très largement sur l'espace qui était disponible. D'un côté, l'école de la liberté, de l'autre l'apprentissage de l'esclavage. Les lourdes bottes martèlent les couloirs tandis que montent vers les salles de classe les hymnes allemands entrecoupés par les instructions qui commandent l'exercice aux jeunes recrues hitlériennes.
L'institut était divisé en deux écoles : l'école pratique fonctionne le matin et l'école primaire supérieure l'après-midi. Le 28 décembre 1940, un portrait d'Hitler est lacéré dans une des salles du troisième étage aménagée en salle des fêtes où les Allemands fêtaient leurs victoires temporaires. Cet incident entraîne l'incarcération à la prison de Loos de monsieur Roussel, sous-directeur de l'école pratique, de monsieur Colpin, directeur intérimaire de l'école primaire supérieure et de 10 élèves.
Le 30 septembre 1941, les Allemands quittent provisoirement l'école. Le 29 janvier 1942, l'école est réoccupée et on installe un détachement de trois batteries de DCA dans la cour. Les élèves sont ainsi devenus les protecteurs antiaériens de l'armée allemande. Les alertes se succèdent de plus en plus rapidement et le temps consacré au travail se réduit.
La situation dangereuse de l'établissement près d'une voie ferrée où sont parfois garés des trains de munitions fait décider la fermeture provisoire mais immédiate de l'école.

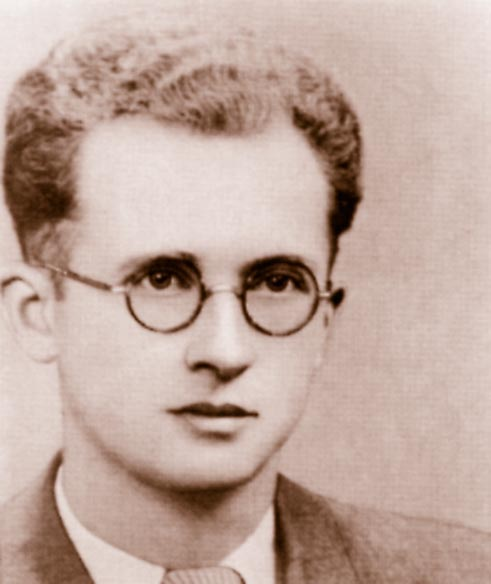
M. Deken

Cependant, grâce à une rapide organisation de cours par correspondance, l'école dispersée demeure toujours vivante. Le 22 juin 1944 à 19 heures, l'établissement paie le tribut de la guerre, quatre bombes écrasent une partie des ateliers et la salle d'éducation physique et trois autres éclatent dans la cour. Désormais les troupes allemandes ne sont plus les seules dans le bâtiment, les Français travaillent en cachette dans l'aile ouest. Le réseau Sussex dispose à l'intérieur de l'établissement d'un poste émetteur. Le 6 août, à 4 heures du matin, monsieur Duhamel, concierge, et son fils sont arrêtés et emmenés à  Loos. À 6 heures, les Allemands sonnent à la porte du directeur, qui n'ouvre pas, mais n'insistent pas. Quelques jours après les événements dramatiques, la nouvelle de l'arrestation de Raymond Deken, professeur d'anglais, fut annoncée. Celui-ci avait été nommé à Valenciennes pour y organiser la  Résistance. Il fut repéré par la Gestapo car il faisait de nombreux allers et retours entre son poste et Lille.
Raymond Deken
Raymond Deken, professeur d'anglais au collège technique Baggio, marié et père d'un jeune enfant, avait 35 ans quand il fut mobilisé en août 1939 pour la guerre où il était lieutenant interprète près de l'armée anglaise. En septembre 1940, malgré les difficultés de franchissement des lignes de démarcation, il rentre spontanément à Lille et reprend sa tâche de professeur. Toujours au service du pays, il participe bientôt à la grande œuvre secrète qu'est la Résistance. Membre des Francs-tireurs et partisans (FTP) dès la constitution de ce groupement, il reçoit pour mission l'organisation de la Résistance dans la région de Valenciennes. C'est pourquoi il s'installe avec sa famille à Rosult, près de Saint-Amand-les-Eaux. Il mène alors une double vie : l'une officielle de l'éducation de la jeunesse et l'autre secrète d'agent de la Résistance. Malgré les dangers résultant de la présence dans sa zone d'action, d'une police ennemie très vigilante, il n'en conduit pas moins son activité jusqu'en août 1944. Le vendredi 11 août, il est arrêté à Saint-Amand-les-Eaux et emprisonné à la kommandantur de Valenciennes alors qu'il rentrait à Lille où il était allé prévenir ses amis de la Résistance que l'organisation était connue de l'ennemi. Il leur avait conseillé de se cacher. Mais lui, au mépris du danger rejoignait son poste de combat. Au cours de son transfert en Allemagne, Raymond Deken a été fusillé sans jugement le vendredi 1er septembre 1944 à Onnaing par la soldatesque en déroute. Il repose aujourd'hui dans le petit cimetière de Rosult.

## L’évolution des formations de 1945 à nos jours
1945
Un recrutement après la classe de cinquième ou le certificat d’études
Trois diplômes préparés :
- le CAP (le certificat d'aptitude professionnelle)
- le BEI (le brevet d'enseignement industriel, diplôme préparé en 4 ans après la 5e)
- le BEC (le brevet d'enseignement commercial).

Des spécialités variées :
la mécanique (ajustage, fraisage, tournage), l'ébénisterie, le modelage, l'imprimerie, l'horlogerie, la forge et la fonderie la chaudronnerie, l'électricité, la radio-électricité, la menuiserie, la mécanique automobile, le dessin industriel, les sections commerciales.
Parallèlement, ces spécialités sont offertes dans le cadre de la promotion sociale. Des milliers d'auditeurs, de 1945 à 1971, obtiendront des CAP et des brevets professionnels leur permettant d'améliorer leur statut social, voire de changer de métier ou d'entreprise.
1947
Ouverture du Baccalauréat Technique Mathématiques
Pour la petite histoire, la première jeune fille scolarisée dans ce baccalauréat deviendra pilote de Caravelle.
1951
Ouverture de la première classe préparatoire aux grandes écoles
L'enseignement scientifique complète la formation professionnelle. Ce mouvement s'accentue au fil des années.
1952
Le centre d’apprentissage
Le centre d'apprentissage qui fonctionnait à l'École nationale des industries et des arts et métiers rejoint le collège Baggio.
Il évoluera plus tard en collège d'enseignement technique (CET), en lycée d'enseignement professionnel (MLEP), puis lycée professionnel (LP).
1965
Apparition du Brevet de Technicien
Il remplace les B.E.I. La formation est plus théorique et plus polyvalente. Spécialités : imprimerie, installation thermique, mécanique automobile, chaudronnerie.
1971
Apparition des Baccalauréats de Technicien
Ils vont remplacer, dans les années qui suivent, les brevets de techniciens en commençant par l'installation thermique qui devient "Baccalauréat de Technicien Équipement Technique de Bâtiment".
Ce contenu scientifique s'accentue avec le baccalauréat avec de plus en plus de compétences transversales améliorant l'adaptabilité et suivant les évolutions technologiques. Baggio possédera 4 baccalauréats de technicien en énergie, électrotechnique, électronique, mécanique (F4-F3-F2-F1).
1973
Montée des formations bac+2 classes préparatoires et brevet de techniciens supérieurs
Ouverture des classes de mathématiques supérieures et spéciales technologiques et du Brevet de Technicien Supérieur en Automatisme… Le développement permanent de ces niveaux en cohérence avec la montée en qualification des formations et l'évolution technologique du monde de la production amènera la création d'autres sections et aboutira à ce que le lycée Baggio compte :
- 4 filières de classes préparatoires aux grandes écoles, dont 2 rares, la T' pour bacheliers E et la Spé TS pour les techniciens supérieurs (imaginée et mise en place par le lycée Baggio).
- 9 brevets de techniciens supérieurs‑: Mécanique et automatismes industriels - Conception des produits industriels - Productique - Électronique - Électrotechnique - Équipement technique énergie - Productique graphique - Communication graphique - Construction métallique.

## L’enseignement technique
Rappel historique
Pour préciser d'où nous partons, il nous faut remonter un peu dans l'histoire. Sous la Troisième République se constituent deux écoles parallèles : l'enseignement primaire destiné à la masse (4,7 millions d'élèves en 1928), comprenant un primaire supérieur (170 000 élèves) pour préparer aux métiers d'employés et de fonctionnaires moyens, instituteurs notamment ; pour l'élite sociale, l'enseignement secondaire (moins de 300 000 élèves à la même date), commençant aux classes maternelles et alimentant l'enseignement supérieur. En outre, dès la fin du XIXe siècle, émerge un embryon d'enseignement technique (40 000 élèves en 1928) qui, recrutant par concours après l'école primaire, permet une promotion vers une petite élite ouvrière ; les autres travailleurs sont formés sur le tas ou, pour une minorité, par un apprentissage qui se formalise sur la base de la loi Astier (1919), avec des cours professionnels (180 000 apprentis en 1938) à côté du travail en entreprise pour préparer au certificat d'aptitude professionnelle (CAP) créé en 1911.
Après la Libération, la croissance économique et la démocratisation de la société conduisent d'une part à une école moyenne pour tous - appelée collège en 1975 - par fusion des filières et des établissements d'enseignement secondaire inférieur, et d'autre part à la constitution d'une nouvelle filière pour la formation de masse d'ouvriers qualifiés puis d'employés : il s'agit des centres d'apprentissage, nommés ensuite collèges d'enseignement technique, puis en 1975 lycées d'enseignement professionnel ; ils préparent le traditionnel CAP et, à partir de 1967, un diplôme plus polyvalent, le brevet d'études professionnelles (BEP). L'enseignement technique d'avant-guerre, lui, s'intègre progressivement au second cycle de l'enseignement secondaire, appelé en 1975 lycée (lycée d'enseignement général et technologique, menant au baccalauréat général et au baccalauréat de technicien) ; il va former les membres des professions intermédiaires, techniciens, cadres moyens, que fait émerger la complexification de l'organisation du travail dans les grandes entreprises ; c'est alors qu'il se prolonge au niveau supérieur, avec dans les lycées les sections de techniciens supérieurs (STS, préfigurées dès 1952, créées en 1962) et dans les universités les instituts universitaires de technologie (IUT, 1966). Quant à l'apprentissage, il reste essentiellement cantonné aux métiers de l'artisanat et ne se développe pas ; cependant, en 1971, en même temps que la formation continue, sont créés les Centres de Formations d'Apprentis (C.F.A.), le plus souvent gérés par un organisme émanant des entreprises : pour l'apprenti alternent un travail en entreprise et une formation au CFA.
À travers ces naissances, ces changements, ces fusions s'affirment trois traditions qui se partagent l'enseignement secondaire : celle des formations professionnelles, pour former des ouvriers et des employés qualifiés ; celle des formations technologiques, à cheval sur les enseignements secondaire et supérieur (STS, IUT), pour les techniciens et les professions intermédiaires ; celle des formations générales, académiques, qui mènent à l'enseignement supérieur puis aux professions libérales et aux fonctions de conception, de direction et d'encadrement.
L'enseignement supérieur est partagé entre les universités et les écoles supérieures (éventuellement précédées de classes préparatoires), et plus récemment s'y sont donc ajoutées les formations « courtes » technologiques, STS et IUT. Traditionnellement, les universités, en dehors de l'approfondissement des savoirs académiques qui constituent une activité fondamentale, sont orientées vers les professions libérales (médecine, droit…) et ce sont les écoles qui préparent pour les secteurs industriel, commercial, social. Mais les choses vont changer à partir de 1970 avec l'ouverture dans les universités de filières débouchant sur des professions du secteur industriel et commercial.
Évolution des structures
Il s'agit davantage d'une évolution continue que d'une réforme d'ensemble. Allongement des études, prolongation des filières professionnelles, bifurcations moins précoces sont les principales caractéristiques de ces transformations.
Pendant toute la décennie 80, les orientations par l'échec après la cinquième vont décroître (plus de 20 % en 1980, 4 % en 1991) et en 1992 elles seront en principe supprimées. Cependant certaines différenciations de contenu sont maintenues dans les deux dernières années du collège, mais sans compromettre une poursuite d'études : en même temps qu'à partir de 1984, une nouvelle discipline, la technologie, fait son apparition dans toutes les classes de collège, sont ainsi créées des classes de quatrième et troisième « technologiques ».
L'évolution du collège induit celle du lycée professionnel. L'entrée au lycée professionnel se déplace vers la classe de troisième et le diplôme préparé, en deux ans, devient majoritairement le BEP, qui conduit au même niveau d'emploi (travailleur qualifié) mais qui est moins spécialisé (une cinquantaine de spécialités de BEP contre environ 300 pour le CAP) et davantage ouvert sur le secteur tertiaire.
Plus généralement, pendant cette période, un gros effort est fait au niveau national pour redéfinir le contenu des diplômes vers moins de spécialisation et davantage d'adaptabilité ; pour ce qui concerne les deux diplômes de même niveau que sont le CAP et le BEP, une articulation est construite entre eux, le BEP donnant des compétences vers une famille de métiers et le CAP pouvant être conçu comme une spécialisation qui vise davantage des performances directement utilisables dans un métier spécifique. En outre, depuis 1983, les diplômes définis nationalement que sont le CAP et le BEP peuvent être prolongés par des formations complémentaires d'initiative locale, durant le plus souvent une année ; mais les effectifs en restent modestes.
Cependant, le BEP devient aussi de plus en plus un préalable à une poursuite d'études, et ceci de deux manières. D'abord, par l'intermédiaire d'une "classe passerelle", vers un baccalauréat technologique qui ouvre sur l'enseignement supérieur, notamment S.T.S. et I.U.T. : l'effectif de cette classe, créée en 1969 et appelée première d'adaptation, triple en 1980 et 1986. S'il stagne ensuite, c'est qu'à cette date s'ouvre une suite à l'enseignement professionnel avec la création du baccalauréat professionnel : ce diplôme préparé après le BEP, est conçu pour l'entrée dans l'emploi même si la poursuite vers l'enseignement supérieur est théoriquement possible, sa progression sera spectaculaire.
Pour les lycées d'enseignement général et technologique, les changements d'orientation sont moins importants. En 1981, la première année (classe de seconde) devient commune aux diverses filières, même si un système d'options continue à entretenir des différenciations ; ensuite, jusqu'en 1992, tout l'effort consistera à rendre ces différenciations moins déterminantes pour l'avenir des élèves : en particulier, il n'est plus indispensable actuellement de choisir des options techniques en classe de seconde pour aller ensuite vers un baccalauréat technologique. Cependant, pour les lycées, le principal changement réside dans une forte croissance des effectifs qui modifie la population accueillie, plus que dans des transformations de structure.
Il en est de même en ce qui concerne l'enseignement supérieur. C'est qu'après le baccalauréat, les bacheliers généraux et technologiques poursuivent maintenant des études en très grande majorité. Dans les universités, à partir de 1991, se sont ouverts les instituts universitaires professionnalisés (I.U.P.) où l'entrée se fait un ou deux ans après le baccalauréat et la sortie à baccalauréat plus 4 ans.
Les itinéraires de formation en 1993
Pour les itinéraires professionnels, la filière numériquement la plus importante consiste, après la sortie du collège en classe de troisième, à préparer le BEP en lycée professionnel pendant deux ans, et souvent à passer en même temps le CAP. Il est alors possible d'entrer dans la vie active, au niveau V. Mais la tendance en cas de succès consiste à poursuivre des études, notamment en deux ans vers le baccalauréat professionnel, diplôme de niveau IV ; cependant, à la sortie, les emplois restent en majorité des emplois de travailleurs qualifiés, l'insertion professionnelle étant seulement moins difficile qu'avec un BEP et les perspectives d'avenir meilleures.
Pour les itinéraires technologiques, après la classe de seconde du lycée d'enseignement général et technologique, deux années peuvent mener au baccalauréat technologique. Les sorties du système scolaire à ce niveau sont relativement rares, mais l'itinéraire se poursuit par la préparation, en deux ans, d'un brevet de technicien supérieur (BTS) ou, moins fréquemment, d'un diplôme universitaire de technologie (DUT). Après le baccalauréat général, un certain nombre d'élèves s'orientent également vers un DUT ou un BTS. Dans les deux cas, la norme est l'entrée dans la vie active au niveau III.
On peut dire que se dessine une filière technique où les entrées et les sorties se font à divers niveaux, avec les quatrièmes et troisièmes technologiques, la préparation au BEP, le baccalauréat (technologique et à un moindre degré professionnel), les sections de techniciens supérieurs et les écoles d'ingénieurs…
On peut, au risque d'être quelque peu approximatif, retenir quelques ordres de grandeur frappants.
Sur 100 jeunes :
- 95 parcourent l'ensemble du collège, de la sixième à la troisième.
- 90 entrent, au lycée (dont 50 dans les filières professionnelles ou technologiques) avec une "règle du tiers" : 1/3 au lycée professionnel, 2/3 au lycée d'enseignement général et technologique ; dans ce dernier, 1/3 vers un baccalauréat technologique, 2/3 vers un baccalauréat général ; pour les filières technologiques, 1/3 dans le secteur industriel, 2/3 dans le secteur tertiaire.
- 10 passent par l'apprentissage.
- Plus de 50 obtiennent le baccalauréat (plus de 60 en 1999).
- 45 entrent dans l'enseignement supérieur, dont un tiers dans les filières courtes technologiques et un peu plus de la moitié dans les universités.

## L'évolution du lycée professionnel
• dans les années 1970
Les brevets d'études professionnels post classes de 3e se sont substitués aux divers CAP post classe de 5e avec la même logique que dans le second cycle long :
- adaptabilité plus grande,
- formation générale et théorique plus poussée.

• dans les années 1990
Création des baccalauréats professionnels en deux ans. après le BEP.
La formation en alternance s'installe fortement.
Le lycée professionnel, pendant toute cette évolution a favorisé les passerelles d'un niveau à un autre :
- par les secondes spéciales (post CAP),
- par les premières d'adaptation (post B.E.P.).

## Le lycée général
Le lycée Cesar-Baggio propose une filière générale économique et sociale ainsi que scientifique. Dans la filière scientifique, le lycée propose l'option science et vie de la terre mais également une option science de l'ingénieur. Cette option science de l'ingénieur entre dans la continuité de la formation car dès la classe de seconde les élèves ont la possibilité de suivre des cours d'initiation aux sciences de l’ingénieur. Le lycée général est particulièrement attaché à cette filière science de l'ingénieur.
Le site est desservi par la station de métro Porte de Douai - Jardin des Plantes.

## Le lycée Baggio en phase avec la vie économique
Dans la même logique, l'adaptation à l'emploi a été une préoccupation permanente.
Des reconversions spectaculaires ont été mises en place dans le cadre de la formation continue issue des lois de 1971 :
- les mineurs transformés en imprimeurs pour l'Imprimerie nationale de Douai.
- les installateurs de la Compagnie générale de chauffe transformés en conducteurs de chaufferie.

En l'absence de diplômes, le lycée a mis en place des formations complémentaires d'initiative locale :
- dans le domaine de la machine-outil et des systèmes automatisés programmables.
- dans le domaine du multimédia.
- dans le domaine des réseaux câblés.

Le monde de la production joue un rôle formateur
- la formation continue dans le cadre du GRETA

De multiples formations ont été mises en place dans de nombreux domaines et avec des financements divers (entreprises - État - région) :
- reconversion des salariés d'entreprises
- montée en qualification des jeunes sans emploi
- montée en qualification des salariés d'entreprises
- formation à des métiers nouveaux…
- le centre de formation d'apprentis : CFA

Il existe dès 1945 géré alors par la ville de Lille. Dans le cadre de la décentralisation, il devient CFA public attaché à César-Baggio. Il accueille en son sein de jeunes salariés d'un statut particulier.